# Sergio Oliva
Sergio Oliva (4. července 1941 Kuba – 12. listopadu 2012) byl americký kulturista kubánského původu.

## Biografie
V šestnácti letech nastoupil do armády, kde se přidal do boje s komunismem. Po vojně se stal vzpěračem a ukázal se jako velký talent. V roce 1962 se na národním mistrovství ve vzpírání umístil na druhém místě. V roce 1963 se odstěhoval do Chicaga v Illinois. Každý den strávil v práci 10-12 a pak 2-3 hodiny v posilovně. V roce 1965 startoval na AAU Jr. Mr. America, kde obsadil druhé místo. V roce 1966 se na AAU Jr. Mr. America vrátil. Ještě ten rok přestoupil do IFBB a vyhrál zde Mr. World a Mr. Universe. Vyhrál za sebou třikrát titul Mr. Olympia.

## Soutěžní úspěchy
- 1963 – Mr. Chicago – vítěz
- 1964 – Mr. Illinois – vítěz, Mr. America, AAU – sedmý
- 1965 – Junior Mr. America, AAU – druhý, Junior Mr. America, titul Most Muscular. Mr. America, AAU – čtvrtý, Mr. America, titul Most Muscular
- 1966 – Junior Mr. America, AAU – vítěz, Junior Mr. America, titul Most Muscular, Mr. America, AAU – druhý, Mr. America, titul Most Muscular, Mr. World, IFBB – absolutní vítěz, Mr. Universe, IFBB – vítěz, Mr. Olympia, IFBB – čtvrtý
- 1967 – Mr. Olympia, IFBB – vítěz, Mr. Universe, IFBB – absolutní vítěz
- 1968 – Mr. Olympia, IFBB – vítěz
- 1969 – Mr. Olympia, IFBB – vítěz
- 1970 – Mr World, AAU – druhý, Mr. Olympia, IFBB – druhý
- 1971 – Mr. Universe, NABBA – druhý
- 1972 – Mr. Olympia, IFBB – druhý
- 1973 – Mr International, IFBB – vítěz
- 1974 – Mr International, WBBG – vítěz
- 1975 – Olympus, WBBG – vítěz
- 1976 – Olympus, WBBG – vítěz
- 1977 – World Championships, WABBA – vítěz
- 1978 – Olympus, WBBG – vítěz
- 1980 – World Championships, WABBA – vítěz
- 1981 – Pro World Cup, WABBA – vítěz
- 1984 – Mr. Olympia, IFBB – osmý, Pro States Championships, WABBA – vítěz
- 1985 – Mr. Olympia, IFBB – osmý

## Osobní život
Sloužil 32 let u policie a 25 let jako důstojník. Jeho syn Sergio Oliva Jr. kráčí v jeho stopách a sní o tom, že se stane profesionálem. Největším snem je zisk titulu Mr. Olympia.